# Гаррах, Эрнст Адальберт фон
Эрнст Адальберт фон Гаррах (чеш. Arnošt Vojtěch z Harrachu, нем. Ernst Adalbert von Harrach; 4 ноября 1598, Вена, Эрцгерцогство Австрия, Священная Римская империя — 25 октября 1667, там же) — австрийский и чешский кардинал, представитель знатного рода Гаррахов. Архиепископ Праги с 9 января 1623 по 25 октября 1667. Примас Богемии с 10 мая 1627 по 25 октября 1667. Князь-епископ Трента с 11 ноября 1665 по 25 октября 1667. Кардинал-священник с 19 января 1626, с титулом церкви Санта-Мария-дельи-Анджели с 7 июня 1632 по 13 июля 1644. Кардинал-священник с титулом церкви Санта-Прасседе с 13 июля 1644 по 18 июля 1667. Кардинал-священник с титулом церкви Сан-Лоренцо-ин-Лучина с 18 июля по 25 октября 1667. Кардинал-протопресвитер с 18 июля по 25 октября 1667.